# Schagchelstraat
De Schagchelstraat is een (winkel)straat in de Binnenstad van Haarlem. De straat loopt vanaf de kruising met de Anegang en Warmoesstraat richting de Gedempte Oude Gracht en Groot Heiligland.

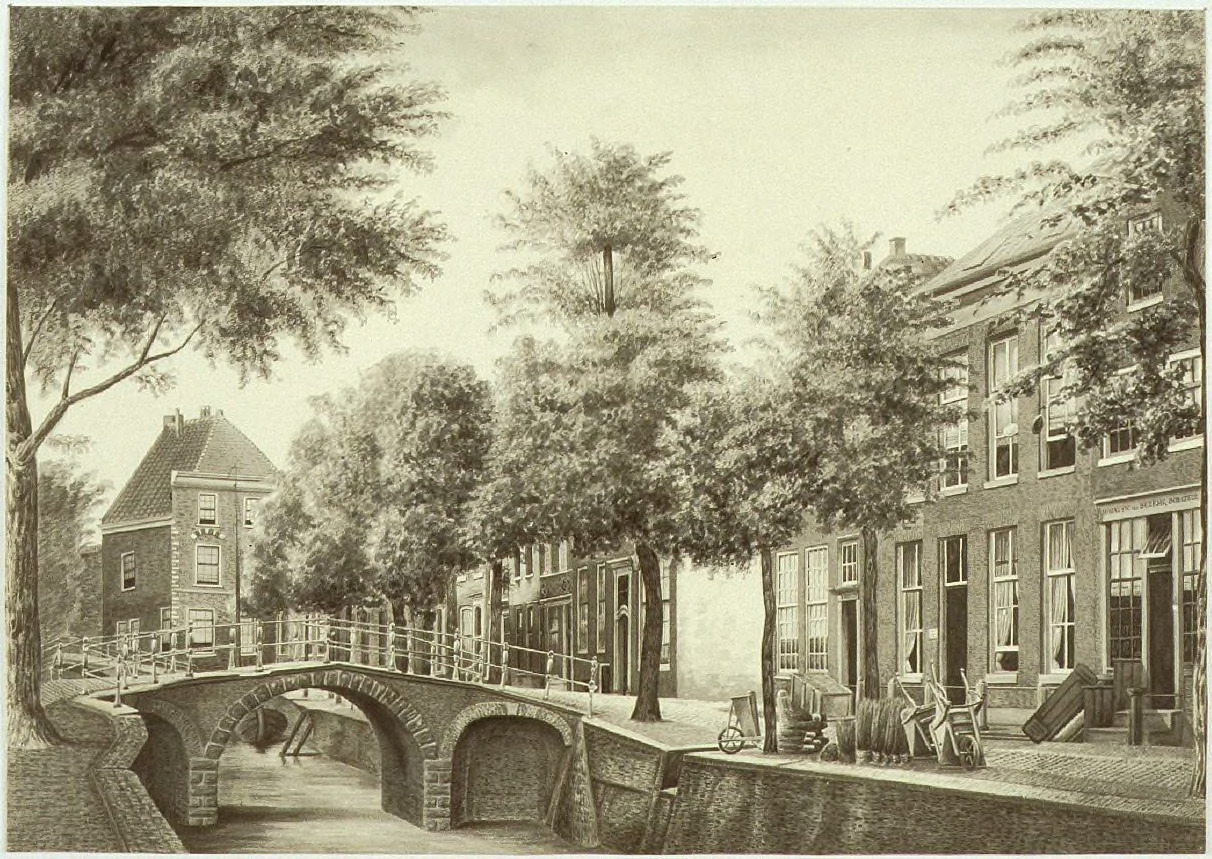
de Oude Gracht voor de demping in 1859/1860 ter hoogte van het Groot Heiligland en de Schagchelbrug richting Kleine Houtstraat, waarvan het begin op de achtergrond links zichtbaar is

De straat is vernoemd naar de familie van Schagen, en is vermoedelijk omstreeks 1384 aangelegd. De straat kwam voor de demping van de Oude Gracht in 1859 uit op de Schagchelbrug die de straat met het Groot Heiligland verbond. De straat is een van de Gouden Straatjes. In de straat liggen 7 rijksmonumenten en 7 gemeentelijke monumenten.